# Tomasz Chyła
Tomasz Chyła (ur. 1989) – polski skrzypek jazzowy, kompozytor i dyrygent. Absolwent Akademii Muzycznej w Gdańsku.
W 2017 r. ukazała się debiutancka płyta jego gdańskiego kwintetu, zatytułowana Eternal Entropy. Znakomite przyjęcie albumu zaowocowało nominacją muzyka do jazzowego Fryderyka 2018 w kategorii «Fonograficzny Debiut Roku». Muzyk otrzymał również dwie nominacje do Fryderyków 2019 jako «Artysta Roku - Jazz» oraz w kategorii «Album Roku - Jazz» (za płytę Circlesongs). W 2020 r. ukazała się kolejna płyta zespołu Tomasz Chyła Quintet pod tytułem da Vinci, która spotkała się ze świetnym przyjęciem i wysokimi ocenami na rynku muzycznym. 

## Dyskografia

### Albumy
| 2017                           | Eternal Entropy - Wykonawca: Tomasz Chyła Quintet - Data: 5 maja 2017 - Wydawca: Agencja Muzyczna Polskiego Radia S.A.      | – |
| 2018                           | Circlesongs - Wykonawca: Tomasz Chyła Quintet - Data: 26 października 2018 - Wydawca: Agencja Muzyczna Polskiego Radia S.A. | – |
| 2020                           | da Vinci - Wykonawca: Tomasz Chyła Quintet - Data: 2020 - Wydawca: Alpaka Records                                           | – |
| 2023                           | Music We Like To Dance - Wykonawca: Tomasz Chyła Quintet - Data: 2023 - Wydawca: Alpaka Records                             | – |
| „–” pozycja nie była notowana. | |   |

### Single
- 2017-11-13 (Tomasz Chyła Quintet): „150K”[8]
- 2017-05-15 (Tomasz Chyła Quintet): „Last Hope”[9]